# Diego Díaz Garrido
Diego Díaz Garrido, conosciuto calcisticamente come Diego (Madrid, 30 dicembre 1968), è un ex calciatore spagnolo.

## Caratteristiche tecniche
In attività giocava come portiere.

## Carriera
Con l'Atlético Madrid vinse una coppa di Spagna, mentre con l'Atlético Madrid un campionato di Segunda División B.

## Palmarès

### Club

#### Competizioni nazionali
- Coppa di Spagna: 1

Atlético Madrid: 1991-1992
- Segunda División B: 1

Atlético Madrileño: 1988-1989